# 吉莉恩·理查森-布里斯科
吉莉恩·理查森-布里斯科（英語：Jillian Richardson-Briscoe，1965年3月10日—），旧姓理查森（Richardson），加拿大女子田径运动员。她曾代表加拿大参加1984年、1988年和1992年夏季奥林匹克运动会田径比赛，其中1984年奥运会获得一枚银牌。